# Max Gudden
Max Carl Theodor Gudden (* 11. April 1859 in Werneck, Unterfranken, Königreich Bayern; † 7. Mai 1893 in München) war ein deutscher Porträt- und Landschaftsmaler.

## Leben
Gudden war das dritte Kind des aus Kleve gebürtigen Psychiaters Bernhard von Gudden und dessen Ehefrau Clarissa, geborene Voigt (1832–1894), einer Enkelin des Psychiaters Maximilian Jacobi. Seine Geschwister waren der an Typhus verstorbene Student Ernst Gudden (1856–1875), Anna Gudden (* 1857, Ehefrau von Hubert von Grashey), Sophie Gudden (* 1860), der Nervenarzt Clemens Gudden, Vater des Physikers Bernhard Gudden, der Genre- und Landschaftsmaler Rudolf Gudden, Emma Gudden (1865–1931, Ehefrau des Malers und Radierers Paul Ritter), der Psychiater Hans Theodor Gudden und der Maler Bernhard Gudden (* 1867).
Gudden wuchs in Werneck auf, wo sein Vater seit 1855 die Kreisirrenanstalt auf Schloss Werneck leitete. 1869 zog die Familie nach Zürich. Dort eröffnete der Vater 1870 die psychiatrische Anstalt Burghölzli. 1873 wechselte die Familie nach München, wo der Vater eine Professur an der Universität und die Leitung der Oberbayerischen Kreisirrenanstalt übernahm. Eine dort grassierende Typhus-Epidemie infizierte auch Guddens älteren Bruder Ernst, der im Jahre 1875 verstarb.
Als in der Vorweihnachtszeit 1881 in der Kreisirrenanstalt Ilse von Stachs Weihnachtsmärchen Das Christ-Elflein aufgeführt werden sollte, kam Gudden, der als damals 22-Jähriger die Rolle des Tannengreises spielen sollte, vor der Aufführung mit einem offenen Licht in Berührung, fing Feuer und verbrannte sich beide Arme, den Nacken, den Hals und das halbe Gesicht. Die hochgradigen Verbrennungen fesselten ihn zwei Jahre ans Krankenbett. Den Rest seines Lebens verbrachte Gudden als Privatmann und Künstler, wobei er sich neben der Porträtmalerei auch in der Landschaftsmalerei betätigte. Zu seinen Freunden zählte der Lodenfabrikant Josef Beikircher. Ein weiterer Schicksalsschlag traf Gudden, als sein Vater im Juni 1886 zusammen mit König Ludwig II. von Bayern im Starnberger See ertrank.
Max Gudden starb im Alter von 34 Jahren.

## Grabstätte

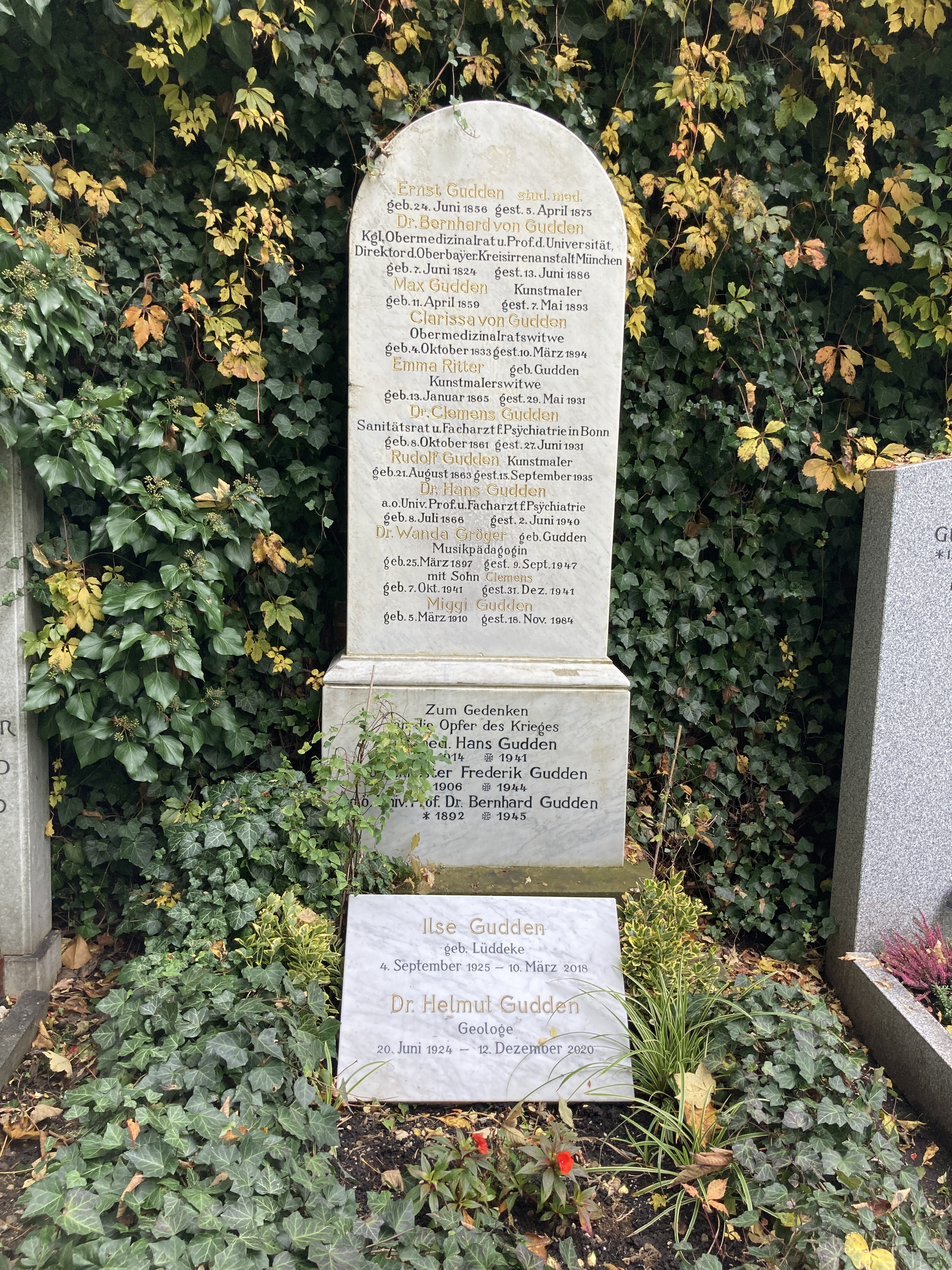
Grab von Max Gudden auf dem Münchner Ostfriedhof

Die Grabstätte von Max Gudden befindet sich auf dem Münchner Ostfriedhof (Grab Mauer links Nr. 5) Standort. In diesem Grab liegen ebenso sein Vater Bernhard und seine Mutter Clarissa und einige seiner Geschwister (Ernst, Emma, Clemens, Rudolf, Hans).